# Аттерзее
А́ттерзее або Ка́ммерзее (нім. Attersee, Kammersee) — озеро в Австрії, у федеральній землі Верхня Австрія. Озеро розташоване у відомому курортному регіоні Зальцкаммергут, занесеному до списку світової спадщини ЮНЕСКО. Аттерзее — найбільше озеро Зальцкаммергуту й усіх австрійських Альп.
Площа озера — 45,9 км², довжина — 20 км, ширина до 4 км, найбільша глибина — 171 метр. Озеро витягнуто з півночі на південь.
Озеро має льодовикове походження. З усіх боків оточене горами, що створює навколо озера своєрідний мікроклімат. Південну частину озера оточують альпійські піки, північна вже лежить у зоні альпійського передгір'я. Найвищі гори поблизу озера — Хелленгебірге (1800 м) на південний схід від озера і Шафберг (1782 м), яка розташована на південному заході від водойми й відділяє Аттерзеє від котловини озера Вольфгангзее.
Вода в Аттерзее кришталево чиста, прозорість до 30 метрів, в озері водиться велика кількість риби.
До південної частини озера впадає Зеєахе з сусіднього озера Мондзее; з північної частини Аттерзее витікає Агер, притока Трауна. На озері є невеликий острівець Літцльберг.
На берегах озера немає великих міст, але розташовано кілька невеликих курортних селищ — Аттерзее, Зеєвальген-ам-Аттерзее, Шерфлінг-ам-Аттерзее, Вайрег-ам-Аттерзее, Штайнбах-ам-Аттерзее, Унтерах-ам-Аттерзее, Нусдорф-ам-Аттерзее, Берг-ім-Аттергау.
Озером здійснюється пасажирська навігація на теплоходах.
Озеро Аттерзее, як і весь регіон Зальцкаммергут — один з найпопулярніших туристичних напрямків Австрії. Вітровий режим сприяє зайняттям вітрильним спортом і віндсерфінгом.

## Фото

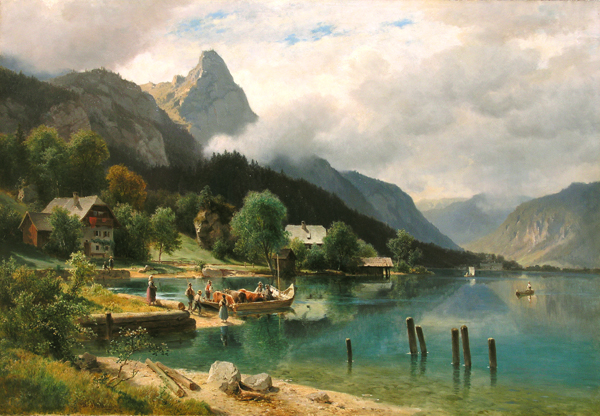
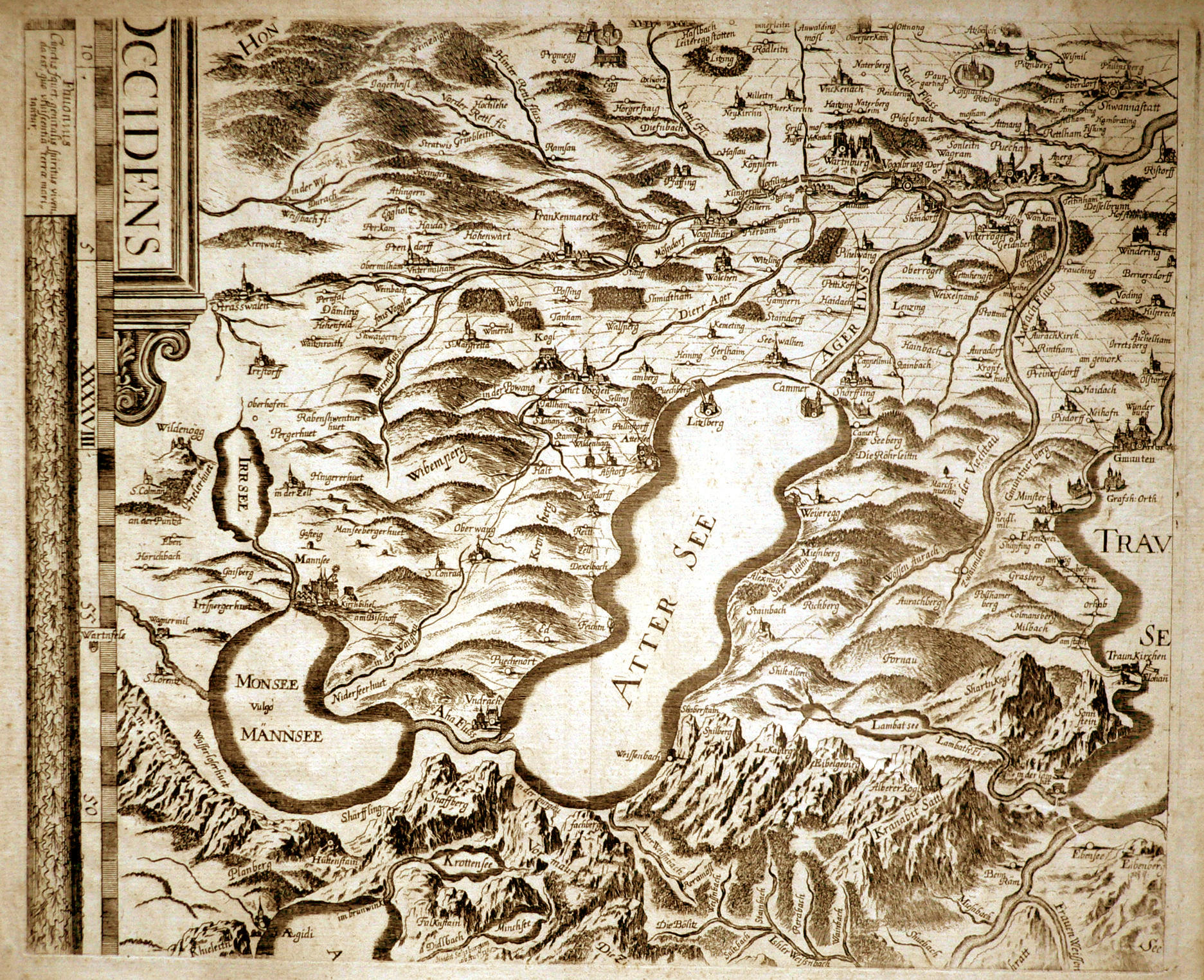
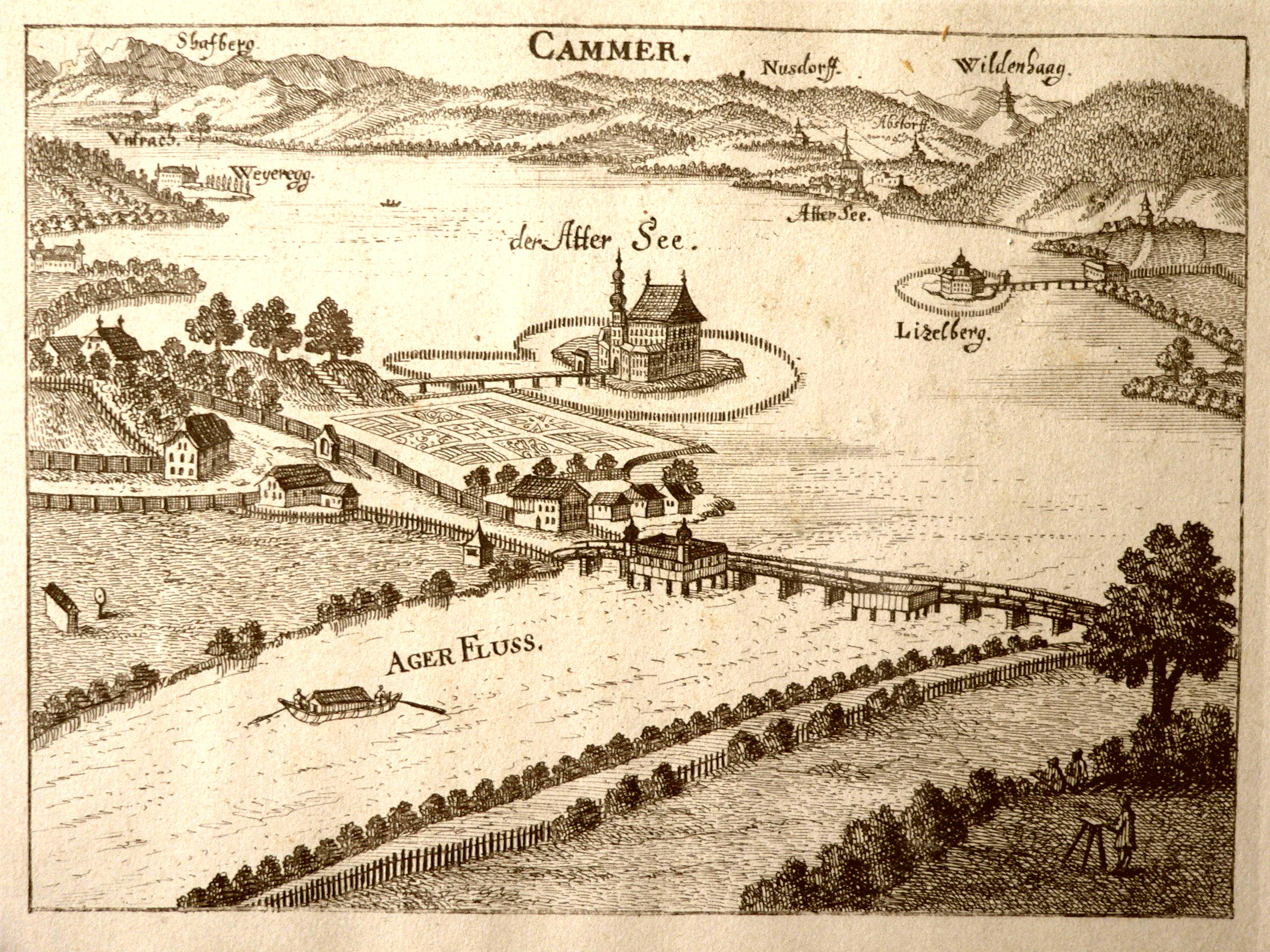
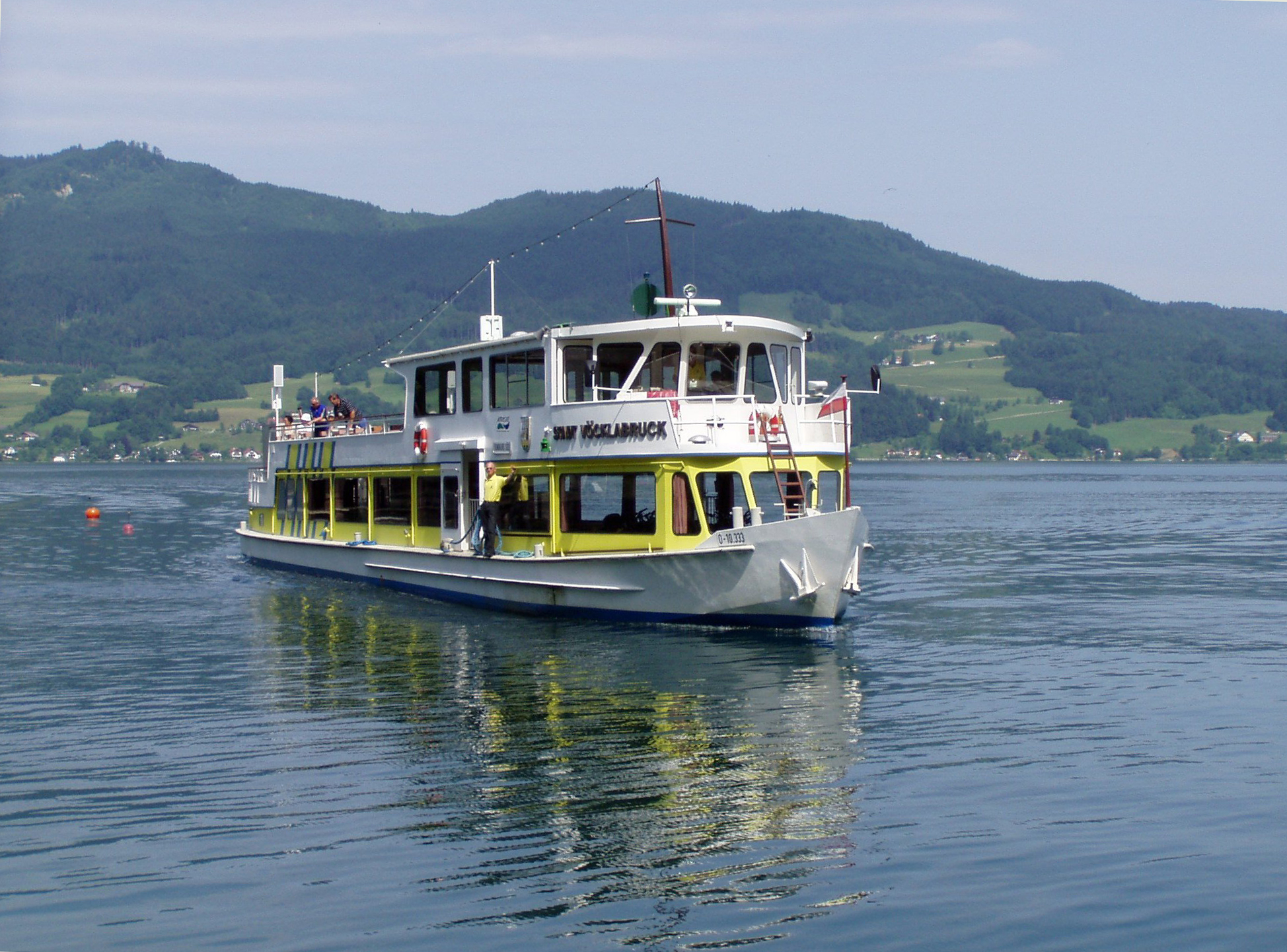